# Epactionotus aky
Epactionotus aky és una espècie de peix de la família dels loricàrids i de l'ordre dels siluriformes.

## Hàbitat
És un peix d'aigua dolça i de clima tropical.

## Distribució geogràfica
Es troba a Sud-amèrica: és una espècie de peix endèmica de l'Argentina.